# Espansione post-newtoniana

Rapporto tra approssimazione post-minowskiana e post- newtoniana

Nell'ambito della teoria generale della relatività, le espansioni post-newtoniane (PN) o approssimazioni post-newtoniane sono metodi matematici utilizzati per trovare soluzioni approssimate delle equazioni di Einstein, mediante uno sviluppo in serie di potenze del tensore metrico. In particolare lo sviluppo è basato su due parametri: la velocità degli oggetti coinvolti, che deve essere trascurabile rispetto a quella della luce ({\displaystyle v/c\ll 1}), e la costante gravitazionale G. 
Il caso limite di velocità nulla corrisponde alla teoria di gravitazione universale di Newton, a cui si aggiungono successivi termini perturbativi. 
Uno dei primi lavori usando questa tecnica fu quello di Einstein per calcolare la precessione del perielio di Mercurio.
Un altro metodo simile è quello delle espansioni post-minkowskiane (PM), in cui si considerano solo le potenze di G. 
| | 0PN |   | 1PN                   |   | 2PN                   |   | 3PN                   |   | 4PN                   |   | 5PN                    |   | 6PN                    |   | 7PN                    |   |      |                       |
| 1PM | ( 1 | + | {\displaystyle v^{2}} | + | {\displaystyle v^{4}} | + | {\displaystyle v^{6}} | + | {\displaystyle v^{8}} | + | {\displaystyle v^{10}} | + | {\displaystyle v^{12}} | + | {\displaystyle v^{14}} | + | ...) | {\displaystyle G^{1}} |
| 2PM |     |   | ( 1                   | + | {\displaystyle v^{2}} | + | {\displaystyle v^{4}} | + | {\displaystyle v^{6}} | + | {\displaystyle v^{8}}  | + | {\displaystyle v^{10}} | + | {\displaystyle v^{12}} | + | ...) | {\displaystyle G^{2}} |
| 3PM |     |   |                       |   | ( 1                   | + | {\displaystyle v^{2}} | + | {\displaystyle v^{4}} | + | {\displaystyle v^{6}}  | + | {\displaystyle v^{8}}  | + | {\displaystyle v^{10}} | + | ...) | {\displaystyle G^{3}} |
| 4PM |     |   |                       |   |                       |   | ( 1                   | + | {\displaystyle v^{2}} | + | {\displaystyle v^{4}}  | + | {\displaystyle v^{6}}  | + | {\displaystyle v^{8}}  | + | ...) | {\displaystyle G^{4}} |
| 5PM |     |   |                       |   |                       |   |                       |   | ( 1                   | + | {\displaystyle v^{2}}  | + | {\displaystyle v^{4}}  | + | {\displaystyle v^{6}}  | + | ...) | {\displaystyle G^{5}} |
| 6PM |     |   |                       |   |                       |   |                       |   |                       |   | ( 1                    | + | {\displaystyle v^{2}}  | + | {\displaystyle v^{4}}  | + | ...) | {\displaystyle G^{6}} |
| Tabella di confronto delle potenze utilizzate per le approssimazioni PN e PM nel caso di due corpi non rotanti. 0PN corrisponde al caso della teoria della gravitazione di Newton. 0PM (non riportato) corrisponde allo spazio piatto di Minkowsky. |     |   |                       |   |                       |   |                       |   |                       |   |                        |   |                        |   |                        |   |      |                       |